# Urzy
Urzy település Franciaországban, Nièvre megyében. Lakosainak száma 1735 fő (2022. január 1.). Urzy Guérigny, Coulanges-lès-Nevers, Parigny-les-Vaux, Saint-Martin-d’Heuille, Varennes-Vauzelles és Vaux d’Amognes községekkel határos.

## Népesség
A település népessége az elmúlt években az alábbi módon változott:
| Lakosok száma | 1839 | 1828 | 1838 | 1775 | 1749 | 1746 | 1747 | 1742 | 1735 |
|               | 2013 | 2015 | 2016 | 2017 | 2018 | 2019 | 2020 | 2021 | 2022 |